# Fossa di Nankai

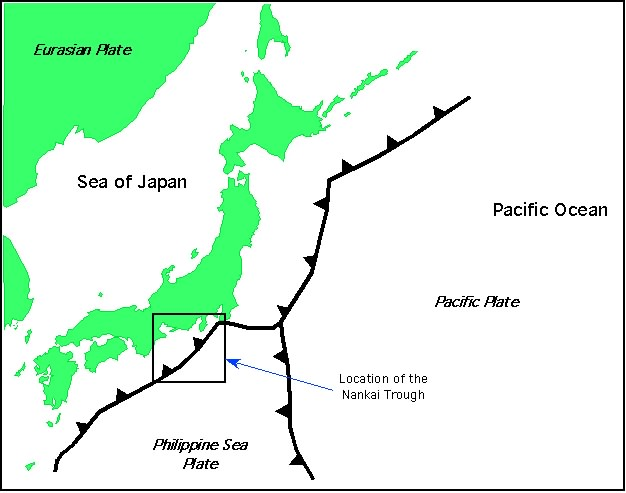
Localizzazione della fossa di Nankai

La fossa di Nankai  (南海トラフ?, Nankai Torafu, "Fossa del Mare del Sud") è una fossa sottomarina (o depressione strutturale lineare) situata nel Nankaidō, la regione geografica marina posta a sud dell'isola giapponese di Honshū. La fossa si estende a circa 900 km al largo della costa. La faglia sottostante è all'origine dei devastanti megaterremoti di Nankai, mentre la fossa è potenzialmente una importante sorgente di idrocarburi sotto forma di clatrati di metano.
Nella tettonica delle placche, la fossa di Nankai identifica una zona di subduzione causata dalla subduzione della placca delle Filippine al di sotto del Giappone, e quindi della placca euroasiatica. Questo margine di placca sarebbe pienamente una fossa oceanica, se non fosse per l'alto flusso di sedimenti che la va a riempire. All'interno della fossa di Nankai c'è infatti un grande quantitativo di sedimenti che formano uno dei migliori esempi di prisma di accrezione. Inoltre gli studi sulla riflessione delle onde sismiche hanno rivelato la presenza di elevazioni che sono interpretate come montagne sottomarine coperte di sedimenti. La parte settentrionale della fossa è chiamata anche fossa di Suruga, mentre la parte orientale viene detta fossa di Sagami.
La fossa di Nankai corre pressoché parallela alla linea tettonica mediana giapponese.

## Sismicità

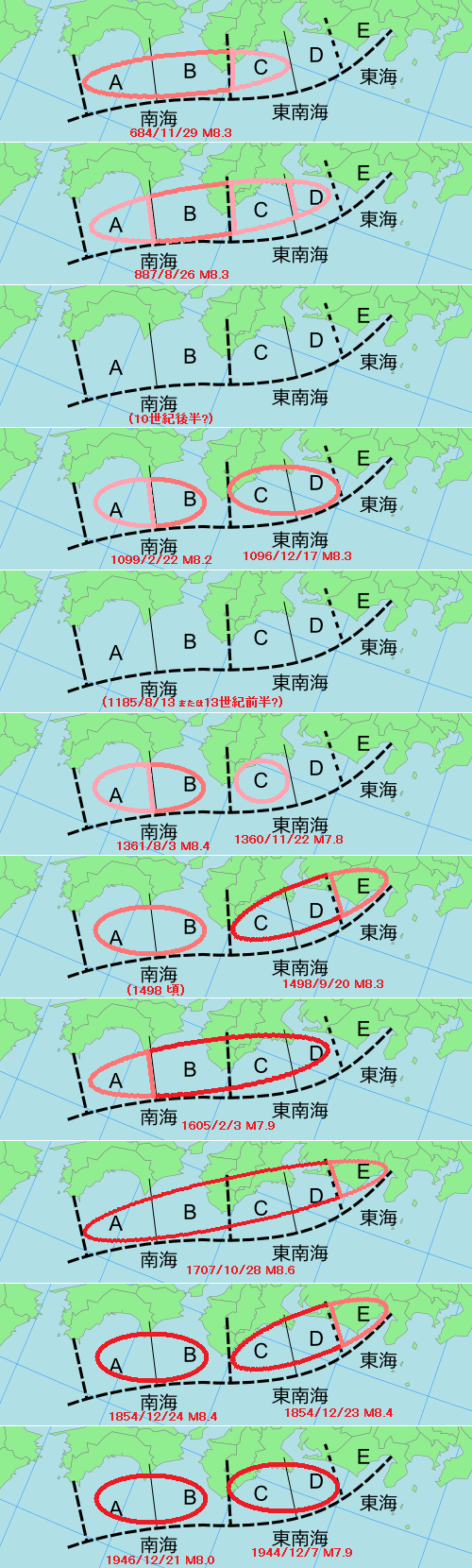
Aree sismiche e terremoti storici della fossa Nankai-Tonankai-Tokai.

La Fossa di Nankai è l'estensione vicino alla superficie di un'area di attività sismica attiva sommersa sotto il Giappone sudoccidentale. L'area di frattura è stata suddivisa in cinque zone rispetto alla modellizzazione sismica. Queste cinque suddivisioni mostrano differenze nel comportamento rispetto ai terremoti: la frequenza dei terremoti che varia in un ciclo di 90-150 anni; l'ordine degli eventi di subduzione; caratteristiche diverse delle faglie. 
Storicamente, il più recente terremoto su larga scala avvenuto nella fossa di Nankai avvenne nel 1944 nella penisola di Kii. I sismografi oceanici hanno permesso di determinare che la sismicità maggiore si verifica lungo all'asse del fondale. Su tutta la parte occidentale della fossa di Nankai, la sismicità sembra essere correlata ad irregolarità nella struttura della crosta terrestre, come le fratture dei fondali marini, tra cui la crosta subdotta  nel bacino di Shikoku.